# Hektary (Częstochowa)
Hektary – część miasta Częstochowy wchodząca w skład Mirowa. Położona nieco na północ od Góry Kokocówka.